# Nationaal Tehuis

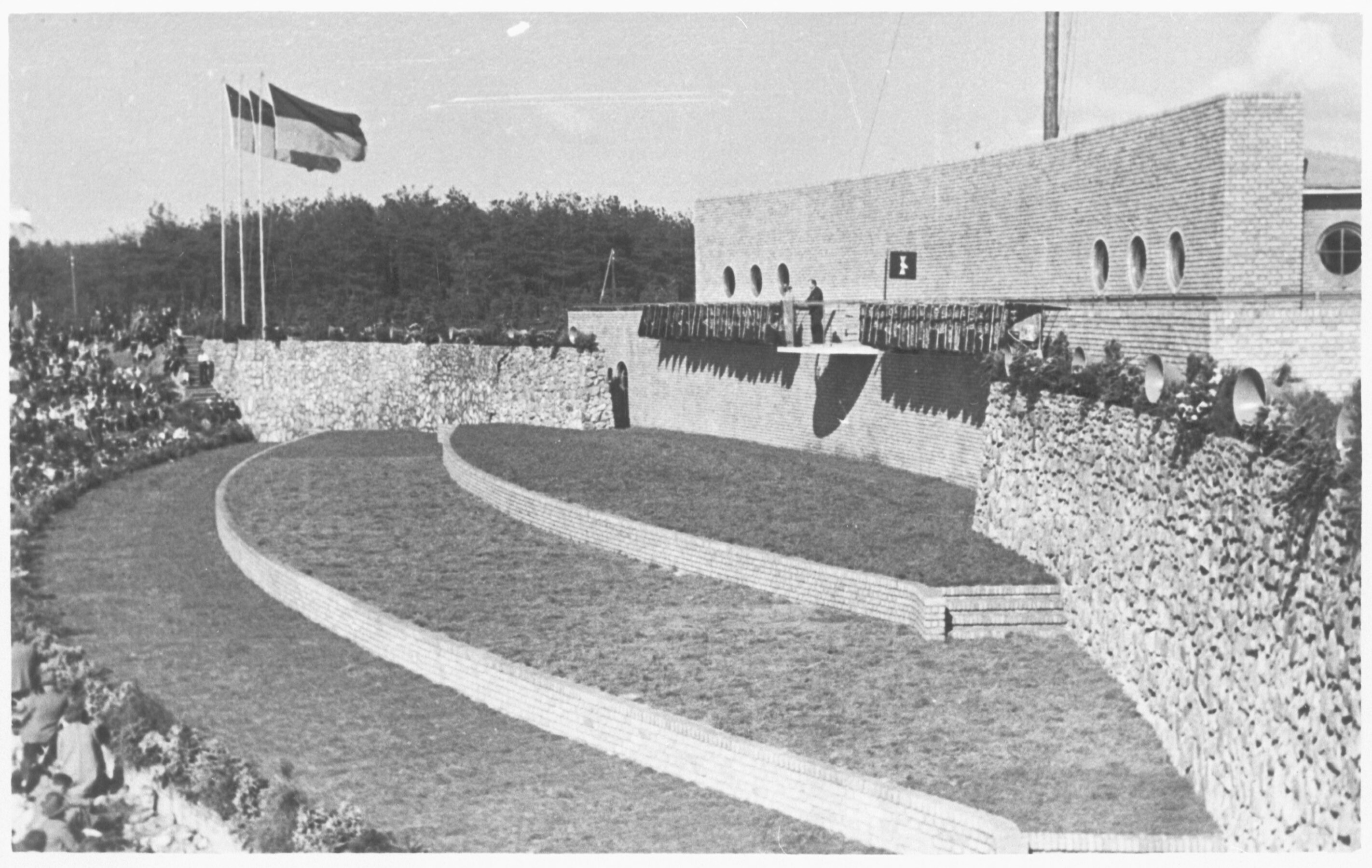
Hagespraak der Bevrijding am 22. Juni 1940, zur Feier der deutschen Besetzung der Niederlande

Das Nationaal Tehuis (deutsch Nationales Heim) war eine Versammlungsstätte der nationalsozialistischen Partei NSB bei Lunteren in der niederländischen Provinz Gelderland. Die Überreste stehen seit 2018 unter Denkmalschutz.

## Vorgeschichte
Die Nationaal-Socialistische Beweging (NSB) wurde am 14. Dezember 1931 von Anton Mussert und Cornelis van Geelkerken gegründet. Das Parteiprogramm entsprach in weiten Teilen fast wortgetreu dem Parteiprogramm der NSDAP, zunächst jedoch noch ohne deren Rassismus und Antisemitismus. Fünf Jahre nach der Gründung hatte die Partei bereits 52.000 Mitglieder.
Mussert, der seinem großen Vorbild Adolf Hitler nacheifern wollte, plante nun die Schaffung eines adäquaten Versammlungsgeländes für Parteiveranstaltungen nach dem Vorbild des – wenn auch wesentlich größeren – Reichsparteitagsgeländes in Nürnberg. Zu diesem Zweck erwarb die NSB ein Stück Land auf dem etwa 50 Meter hohen Goudsberg nordöstlich von Lunteren. Der Standort war sehr zentral gewählt – nur wenig nördlich davon befindet sich der geografische Mittelpunkt der Niederlande.
Für die Realisierung des Nationaal Tehuis wurde eine Stiftung gegründet. Mit der Planung wurde der Architekt Mart Jansen beauftragt.

## Beschreibung des Geländes

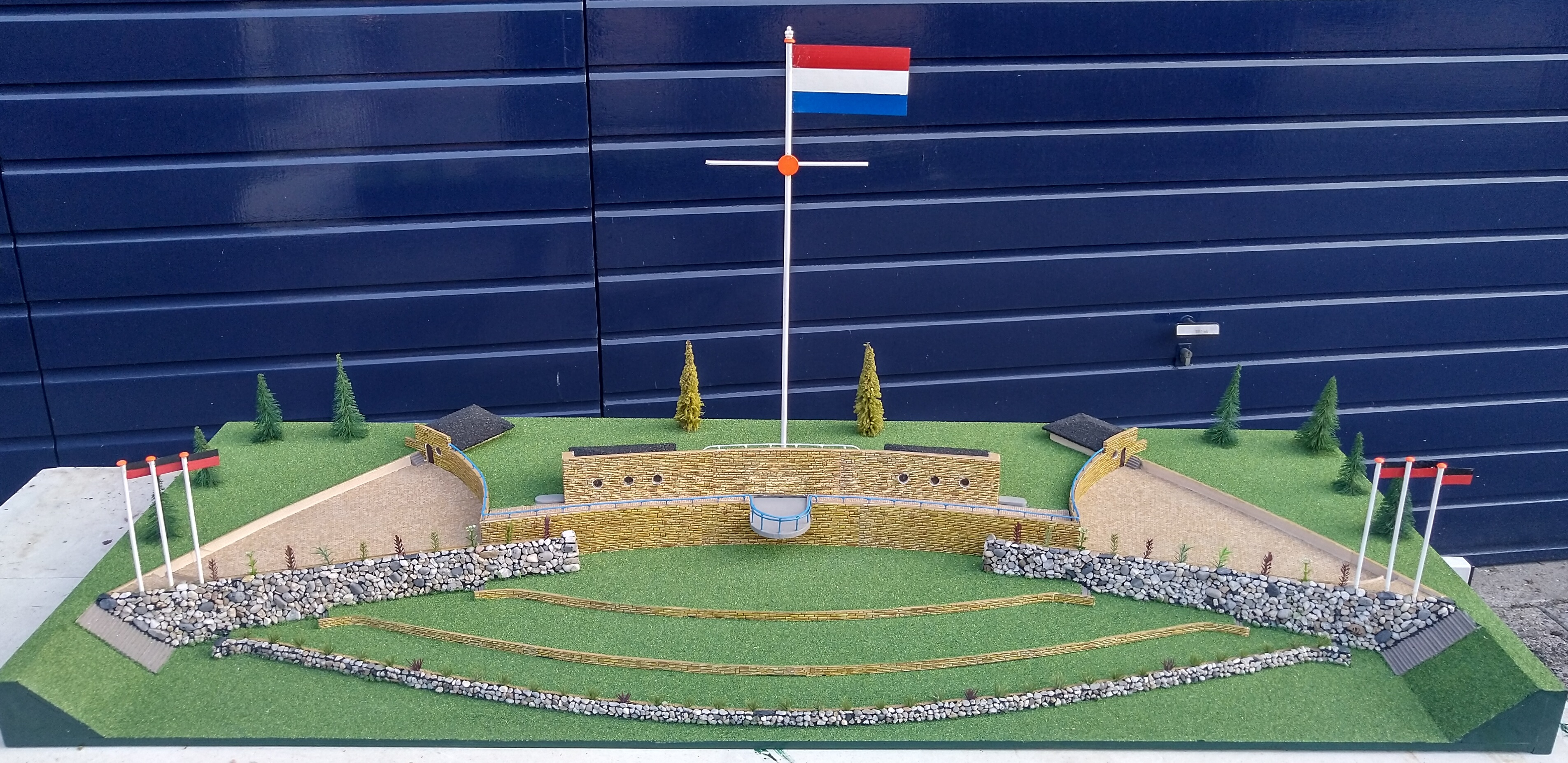
Maßstabsgerechtes Modell des Veranstaltungsareals

Das Nationaal Tehuis umfasste insgesamt eine Fläche von etwa 16 Hektar. Auf diesem Gelände wurden mehrere Gebäude und ein Parkplatz errichtet. Das Zentrum bildete die eigentliche Freiluft-Versammlungsfläche. An deren Stirnseite wurde 1938 eine bis zu zehn Meter hohe und insgesamt etwa 150 Meter lange, gebogene Maueranlage errichtet. Das Zentrum dieser Mauer bestand aus Ziegelmauerwerk, wobei die Ziegel ein größeres Format hatten als üblich. Die niedrigeren, seitlich flankierenden Mauern bestanden aus unregelmäßigem Natursteinmauerwerk. An der Vorderseite der Hauptmauer befand sich auf halber Höhe eine schmale Plattform und in deren Mitte eine halbkreisförmig vorstehende Rednerkanzel. Hinter der Fassade waren in die Mauer mehrere Aufenthaltsräume eingebaut. Im Zentrum der Maueranlage wurde außerdem ein 38 Meter hoher, kreuzförmiger Fahnenmast errichtet.
Ursprünglich waren auf dem Gelände noch weitere Bauwerke vorgesehen, darunter ein Mausoleum für die Führungsriege der NSB. Nach dem Ausbruch des Zweiten Weltkriegs konnten diese Planungen jedoch nicht mehr verwirklicht werden.

## Hagespraken

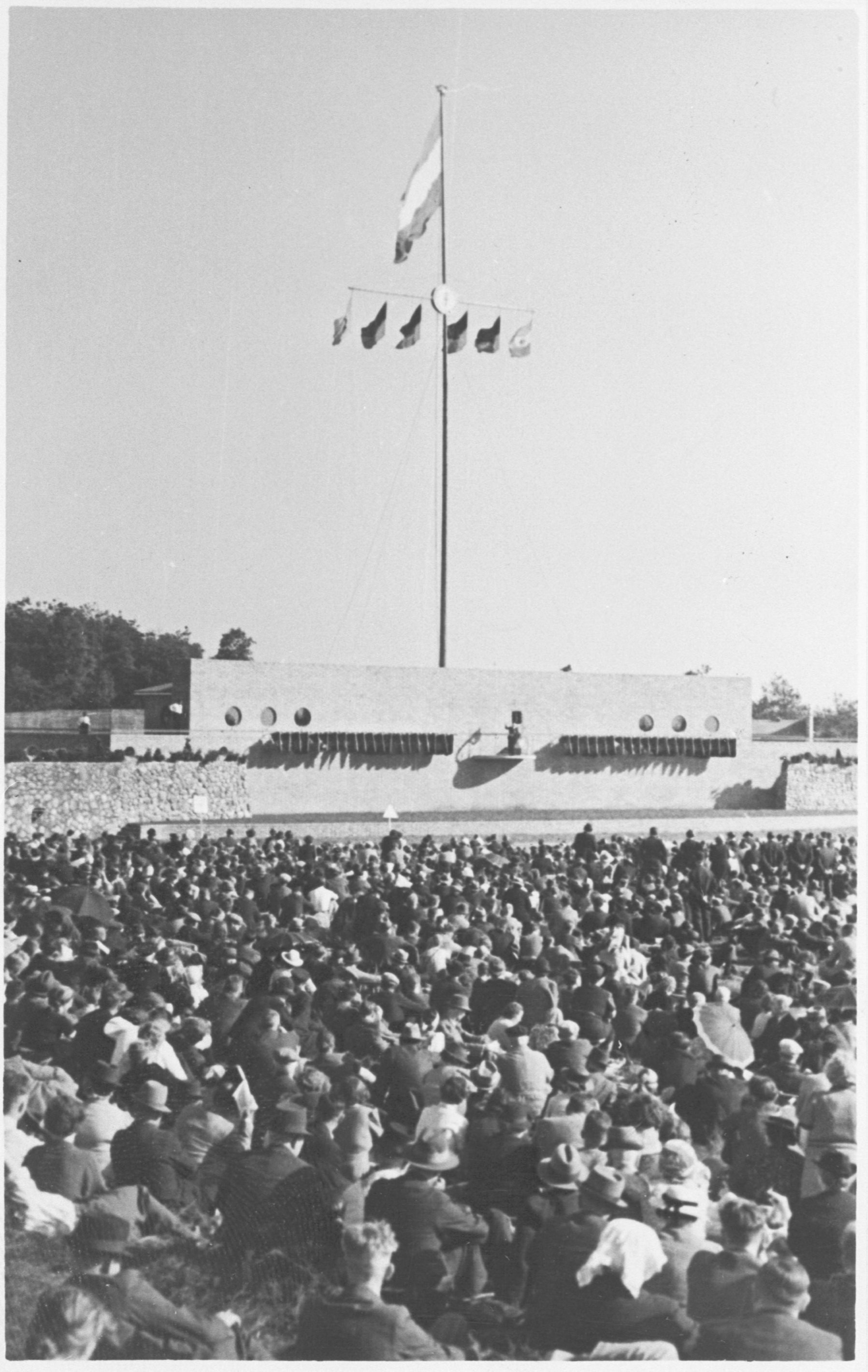
Hagespraak der Bevrijding am 22. Juni 1940

Von 1936 bis 1940 fand auf dem Gelände des Nationaal Tehuis in der Regel einmal jährlich eine große Parteiversammlung der NSB statt, und zwar am Pfingstmontag. Diese Veranstaltungen wurden als Hagespraken (deutsch: „Hecken-Reden“) bezeichnet. Der Begriff wurde in Anlehnung an die hagenpreken (deutsch: „Heckenpredigten“) geprägt, die von protestantischen Predigern im 16. Jahrhundert auf freiem Feld gehalten worden waren. Die Veranstaltungen ähnelten den Reichsparteitagen der NSDAP, waren allerdings sehr viel kleiner – die höchste Zahl an Teilnehmern betrug etwa 20.000, während es in Nürnberg bis zu einer halben Million waren. Außerdem war die Atmosphäre in Lunteren wesentlich lockerer und hatte mehr den Charakter eines Pfadfinderausflugs. Während die Führer der NSB von der Rednerkanzel ihre Ansprachen hielten, saßen die Zuhörer auf der Freifläche und veranstalteten ein Picknick. Einmal urinierte einer der Anführer nach einer Hagespraak sogar gegen einen der Fahnenmasten.
Die insgesamt 6 Hagespraken fanden an folgenden Tagen statt:
- 1. Juni 1936 (Pfingstmontag)
- 17. Mai 1937 (Pfingstmontag)
- 9. Oktober 1937 (Samstag) – Hagespraak der Trouwe (Hagespraak der Treue): Außerplanmäßige Parteiversammlung nach dem schlechten Abschneiden der NSB bei den Parlamentswahlen im Mai und den darauf folgenden innerparteilichen Machtkämpfen
- 6. Juni 1938 (Pfingstmontag)
- 29. Mai 1939 (Pfingstmontag)
- 13. Mai 1940 (Pfingstmontag) – Wegen des deutschen Überfalls drei Tage zuvor abgesagt
- 22. Juni 1940 (Samstag) – Hagespraak der Bevrijding (Hagespraak der Befreiung). Hier legte Mussert eine öffentliche Solidaritätsbezeugung für Hitler ab.[2]

Nach dem 22. Juni 1940 wurden keine Hagespraken mehr abgehalten, da die deutschen Besatzer alle politischen Massenveranstaltungen verboten, auch die der NSB. Grund war der Mangel an Benzin, das benötigt worden wäre, um so viele Menschen mit Bussen an den Versammlungsort zu bringen.
Nach der deutschen Besetzung der Niederlande besuchte unter anderem Heinrich Himmler das Nationaal Tehuis.
Anton Mussert, der nach der Befreiung der Niederlande verhaftet worden war, sagte später zu einem Vernehmungsbeamten:

“Als u iets van mijn werk wilt zien en de sfeer van onze Beweging, gaat u dan naar Lunteren.”

„Wenn Sie etwas von meiner Arbeit und der Atmosphäre unserer Bewegung sehen wollen, gehen Sie nach Lunteren.“

- Die erste Hagespraak (1936)
- Die zweite Hagespraak (1937)
- Die dritte Hagespraak (1938)

Hagespraak der Bevrijding (22. Juni 1940)
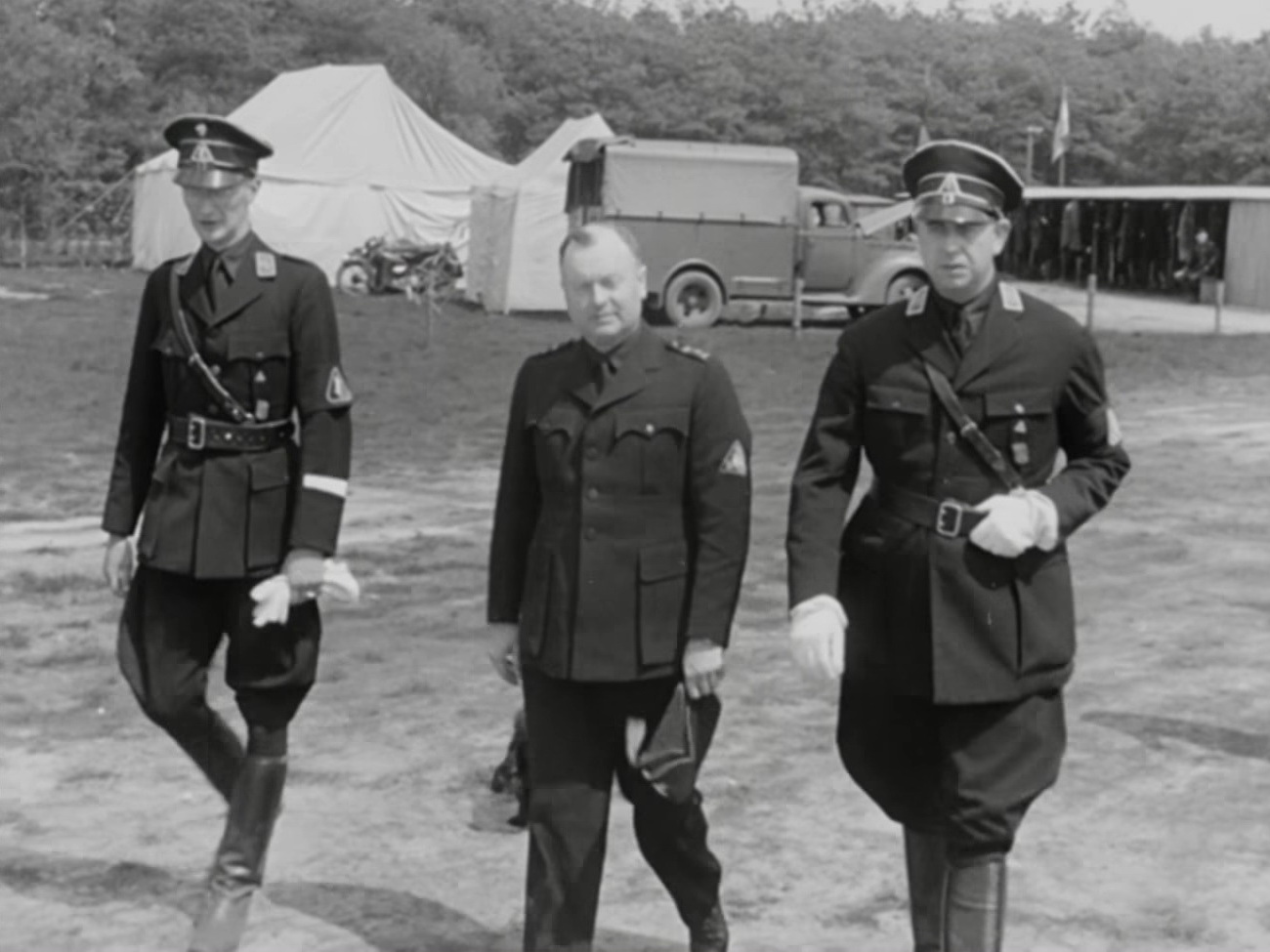
Ankunft von Anton Mussert (Mitte)
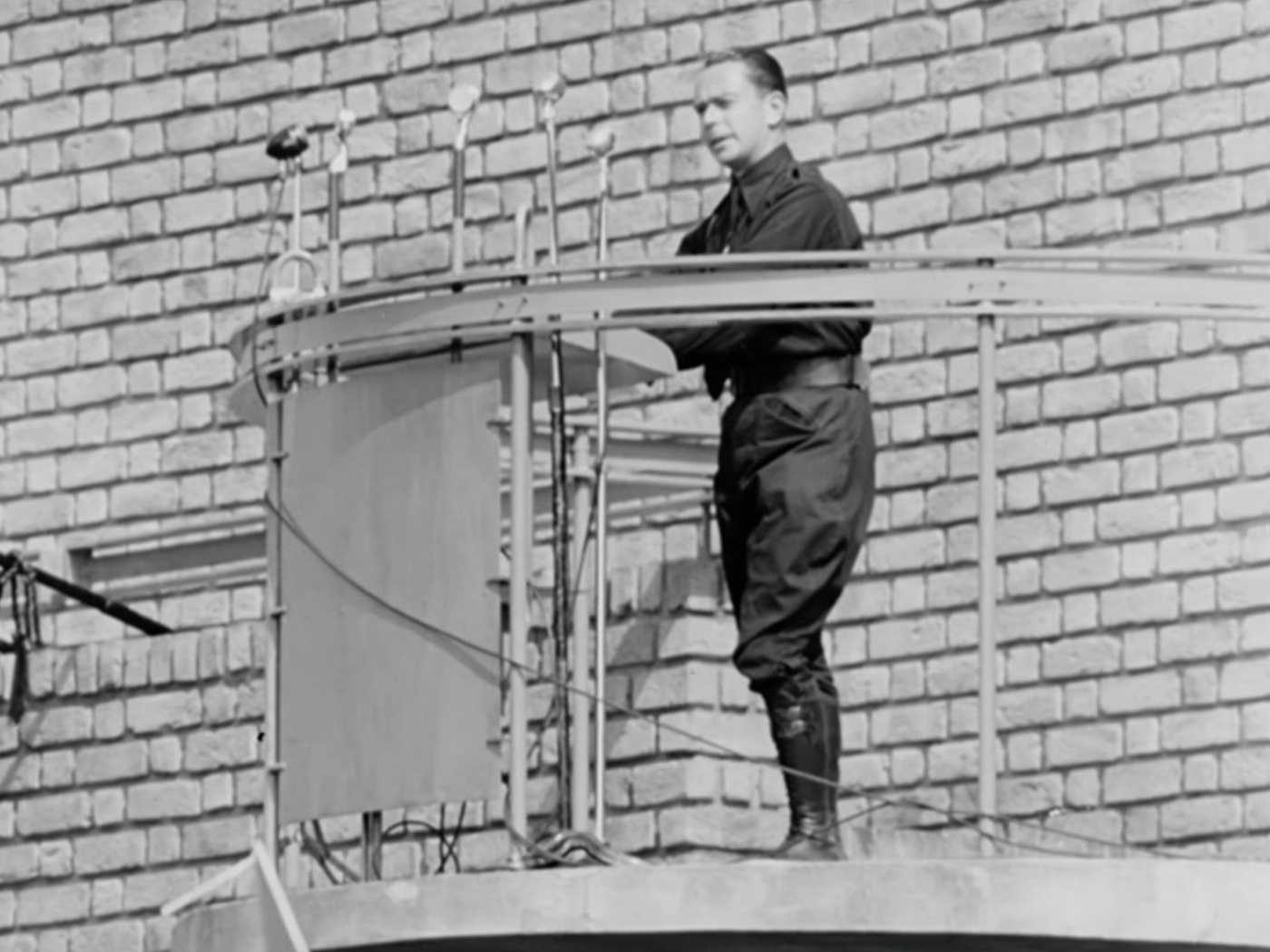
Adriaan van Hees am Rednerpult
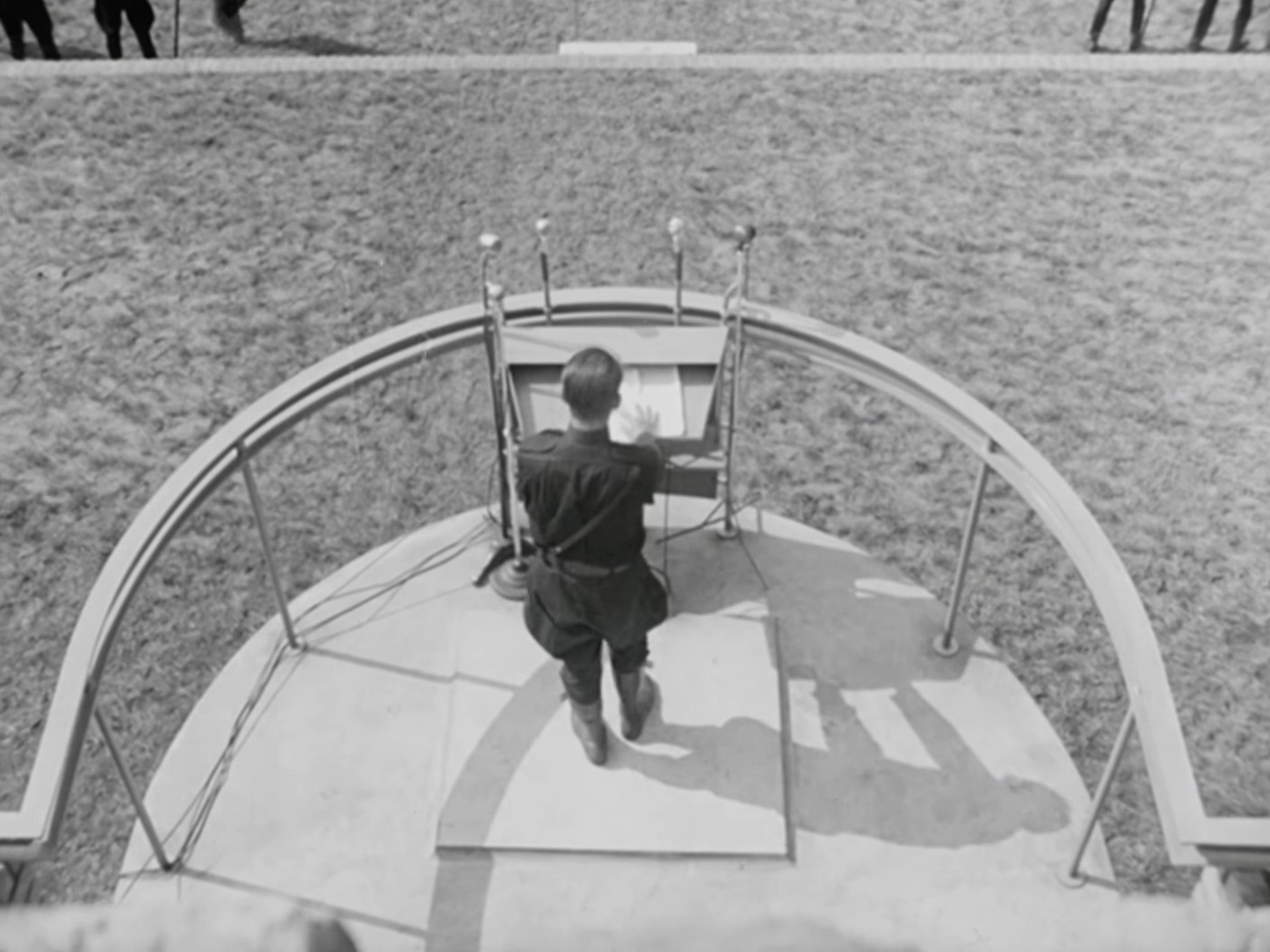
Rednerkanzel von oben
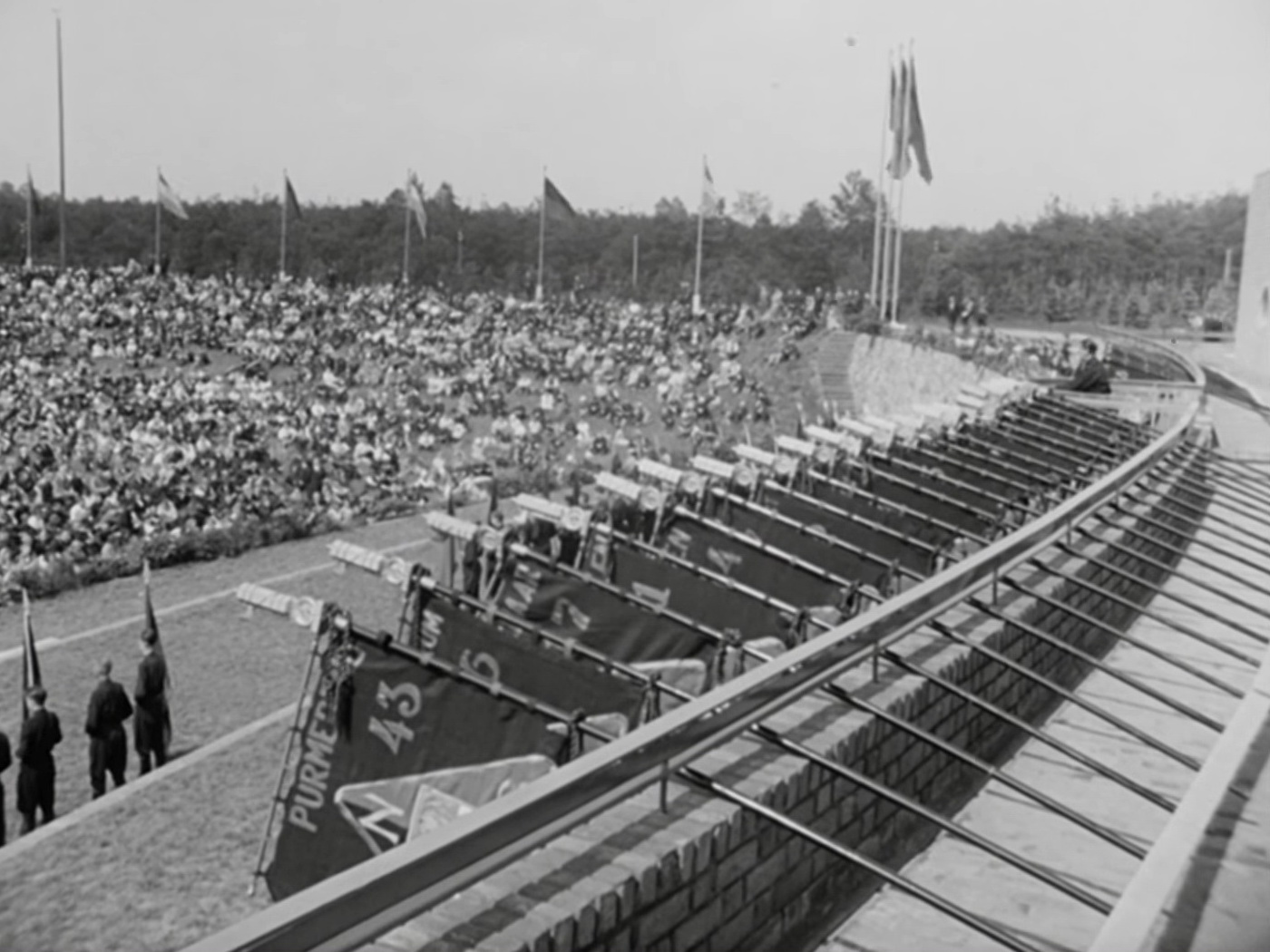
Parteifahnen an der Plattform der Mauer
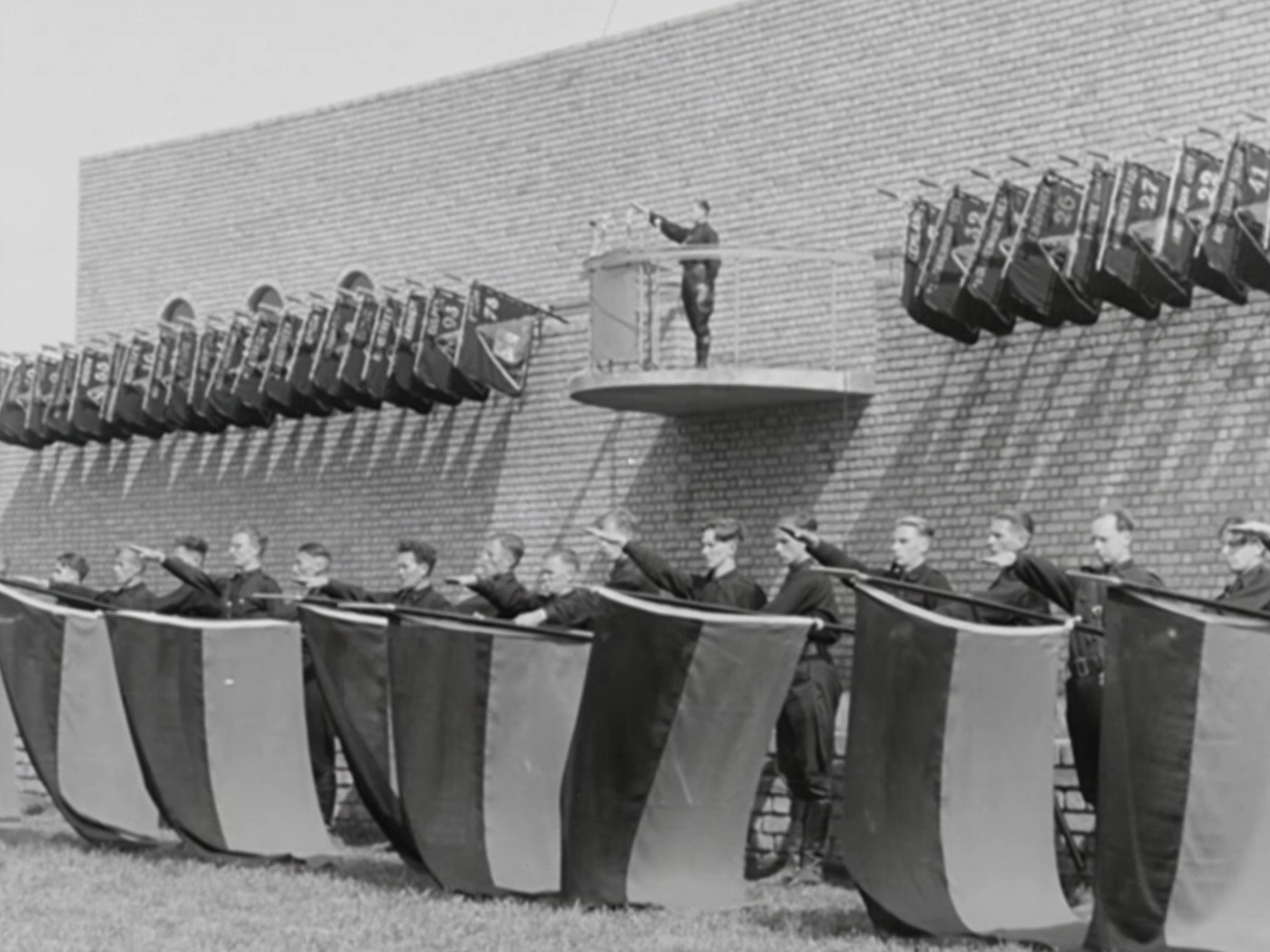
Flaggengruß

## Nutzung nach dem Zweiten Weltkrieg

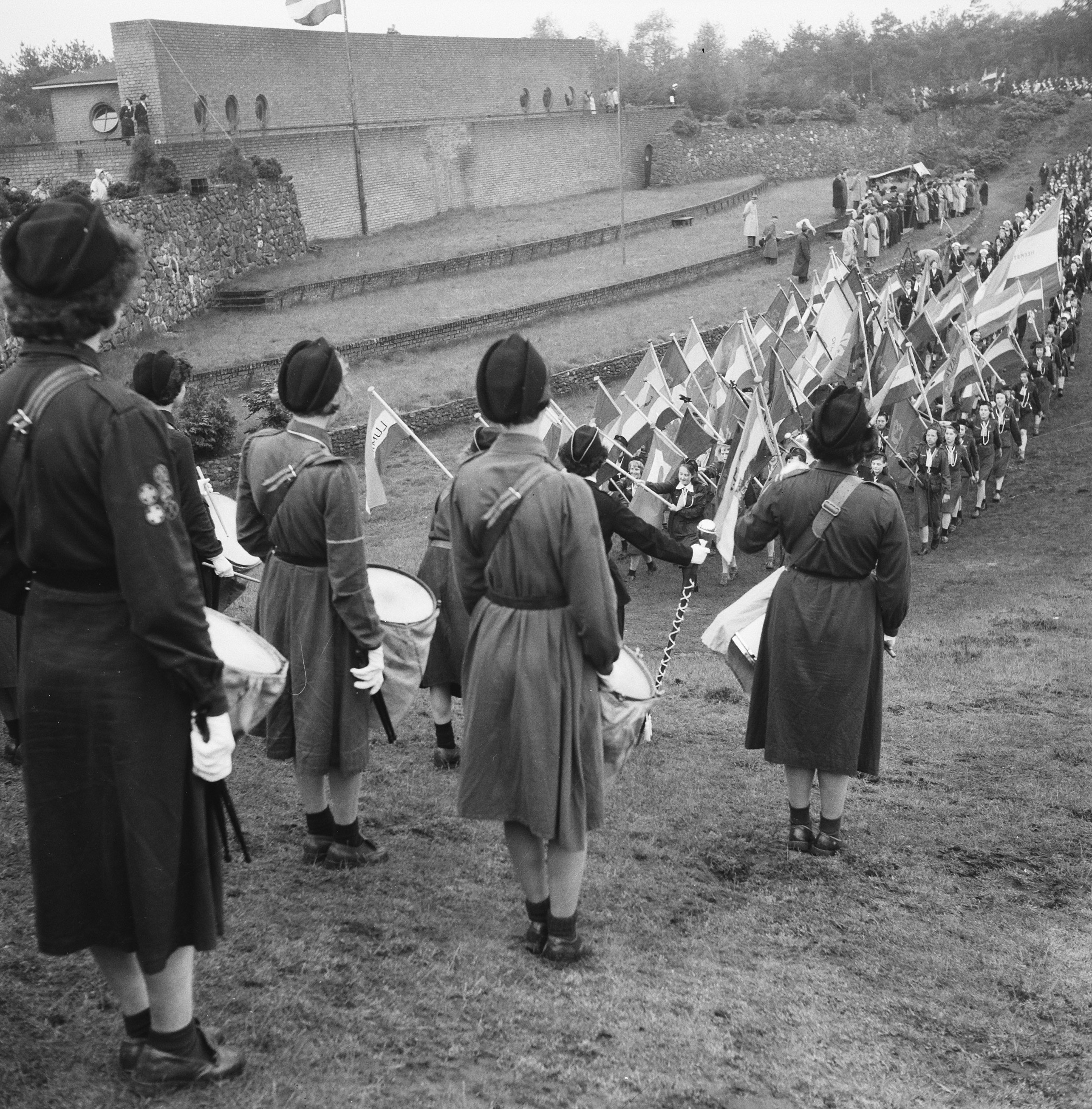
Jubiläumsfeier zum 35-jährigen Bestehen der niederländischen Pfadfinderinnengilde (1951). Die halbkreisförmige Rednerbühne an der Mauer ist bereits entfernt.

Nach dem Zweiten Weltkrieg wurde die Rednerkanzel auf der Vorderseite der Mauer entfernt. Auch verschiedene andere Gebäude wurden abgerissen. Das Veranstaltungsareal wurde in den 1950er Jahren noch mehrfach für größere Freiluftveranstaltungen genutzt, so zum Beispiel 1951 für eine Jubiläumsfeier zum 35-jährigen Bestehen der niederländischen Pfadfinderinnengilde unter Anwesenheit von Königin Juliana. 1951 kam das Gelände in Privatbesitz. In der Folge wurden ein Bungalowpark und ein Campingplatz errichtet. Vorübergehend waren auch Asylbewerber und osteuropäische Wanderarbeiter in provisorischen Gebäuden auf der Versammlungsfläche untergebracht.

## DieMuur van Mussertheute
Die ovale Versammlungsfläche und die stirnseitige Maueranlage sind die einzigen Teile des Komplexes, die noch weitgehend erhalten geblieben sind. Letztere wird heutzutage meist Muur van Mussert (deutsch: „Mauer von Mussert“) genannt.
Nach der Jahrtausendwende war die Mauer in einem schlechten Zustand. 2004 wurde offiziell der Antrag gestellt, sie unter Denkmalschutz zu stellen. Die Meinungen, wie mit dem Bauwerk umgegangen werden sollte, gingen allerdings auseinander. Historiker plädierten für einen Erhalt der Mauer, um die Erinnerung an die Geschichte der nationalsozialistischen Ideologie in den Niederlanden wach zu halten. Dagegen forderte die niederländische Stiftung Centrum Informatie en Documentatie over Israël (CIDI), die Mauer verfallen zu lassen, da man das Entstehen eines Wallfahrtsortes für Rechtsextremisten befürchtete. Auch Veteranen des niederländischen Widerstands sprachen sich gegen die Aufnahme in das Denkmalregister aus. So wurde dieser erste Antrag abgelehnt. 2015 wurde beim Ministerium für Bildung, Kultur und Wissenschaft erneut ein Antrag eingereicht, die Mauer in die Denkmalliste aufzunehmen.
Im Jahr 2017 erarbeiteten Studenten der TU Delft in Zusammenarbeit mit der Universität Wageningen vier verschiedene Konzepte, wie das Gelände umgestaltet und zukünftig genutzt werden könnte. Keiner dieser Vorschläge wurde jedoch praktisch umgesetzt.
2017 beantragte der Besitzer des Campingplatzes eine Genehmigung zum Abriss der Mauer, um das Gelände profitabler nutzen zu können. Daraufhin schrieben Historiker, Museumsdirektoren und Publizisten einen Brandbrief an die zuständige Ministerin Ingrid van Engelshoven, um die Muur van Mussert vor dem Abriss zu retten. 2018 wurden die Mauer und die davor befindliche Freifläche schließlich unter Denkmalschutz gestellt. Die Beschreibung im Denkmalregister lautet:

“Openluchtcomplex van het Nationaal Tehuis van de NSB, ook bekend als de muur van Mussert, bestaande uit centrale toegangsweg met komvormig hoofdterrein als open ruimte gelegen tussen aangelegde, deels opgemetselde taludswanden met geïntegreerde toiletgroepen en met hoofdpodium op de zuidwand bestaande uit concaaf gebogen muren met geïntegreerde verblijfruimtes, bordes en drie convex geboogde vaandelterrassen met terrasmuurtjes en trapopgangen.”

„Freiluftkomplex des Nationalen Heims der NSB, auch bekannt als Mauer von Mussert, bestehend aus einem zentralen Zugangsweg mit einem schüsselförmigen Hauptbereich als Freifläche zwischen begrünten, teilweise gemauerten Böschungswänden mit integrierten Toilettengruppen und mit Hauptbühne an der Südwand, bestehend aus konkav gewölbten Mauern mit integrierten Aufenthaltsbereichen, Plattform und drei konvex gewölbten Bannerterrassen mit Terrassenmauern und Treppenaufgängen.“

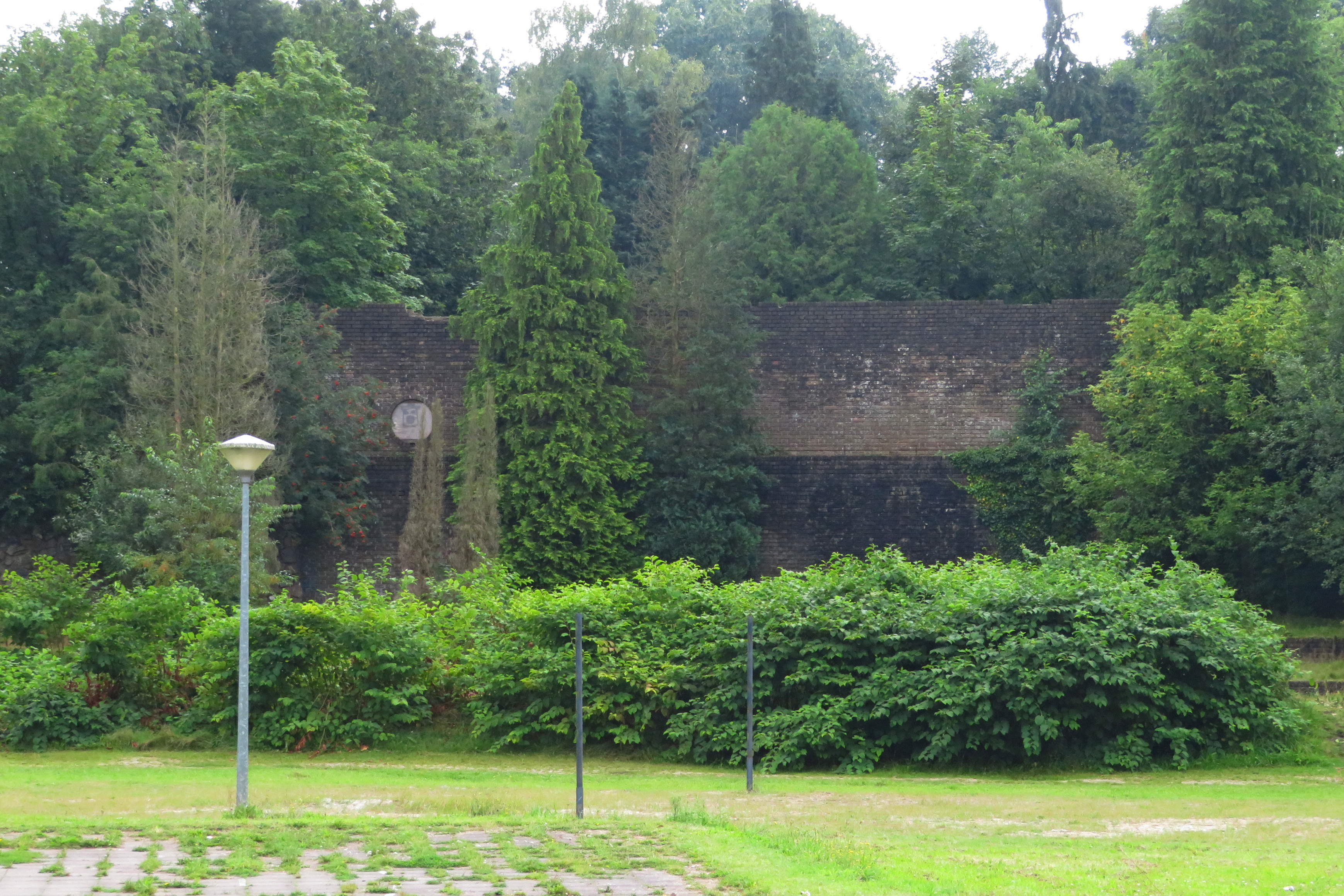
Die Mauer (2013)
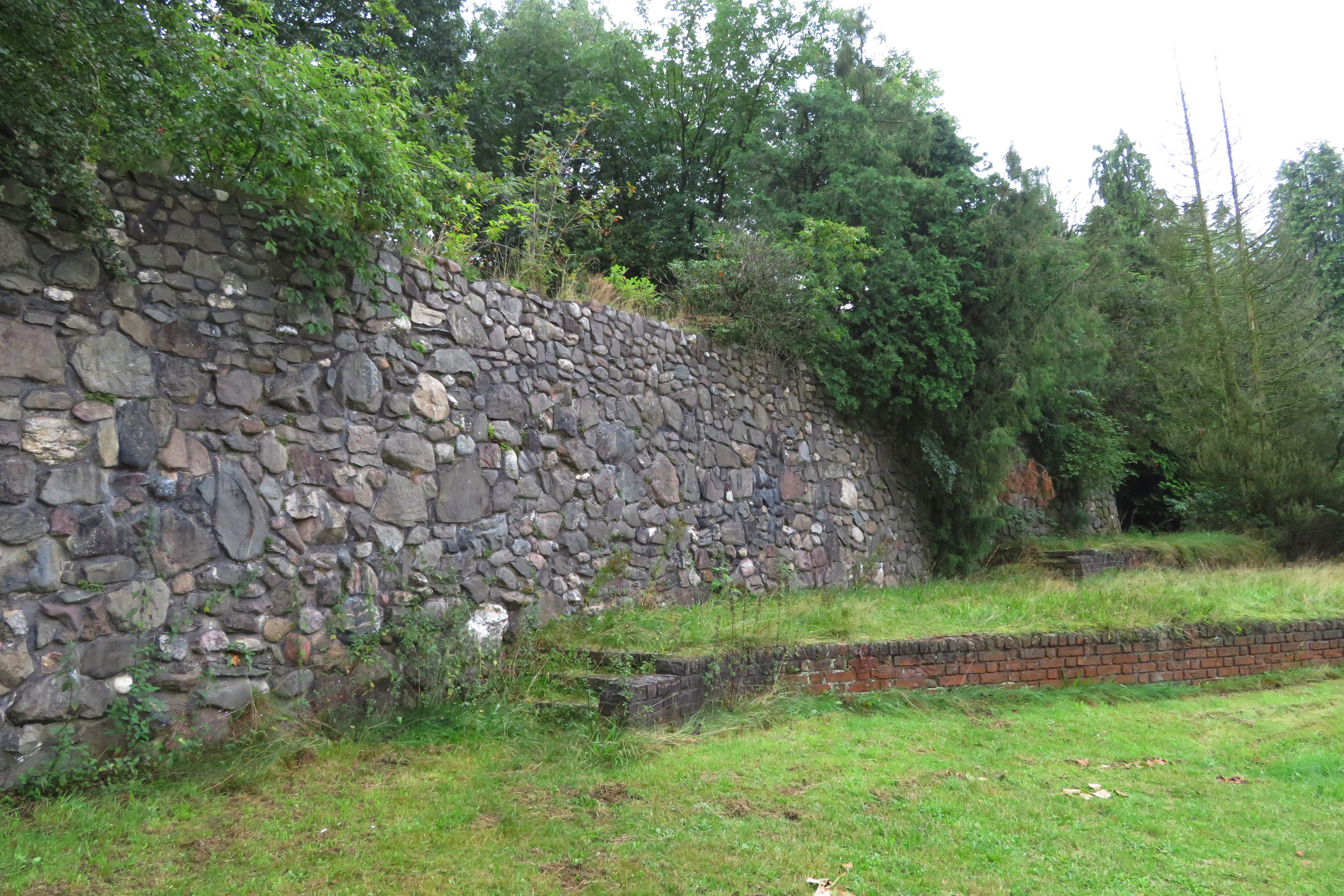
Die linke Seitenmauer (2021)
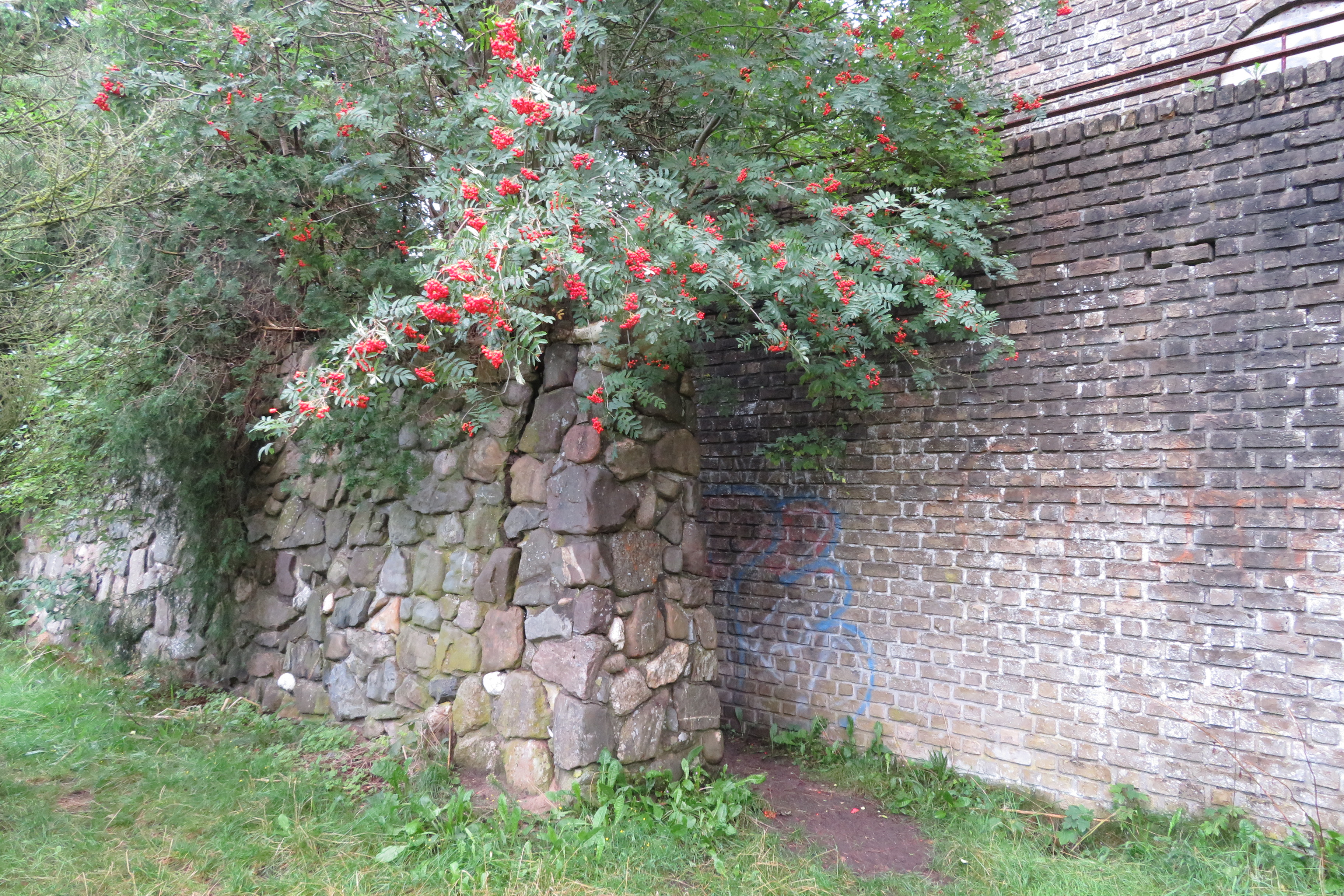
Ziegelmauer und vorgelagerte linke Seitenmauer
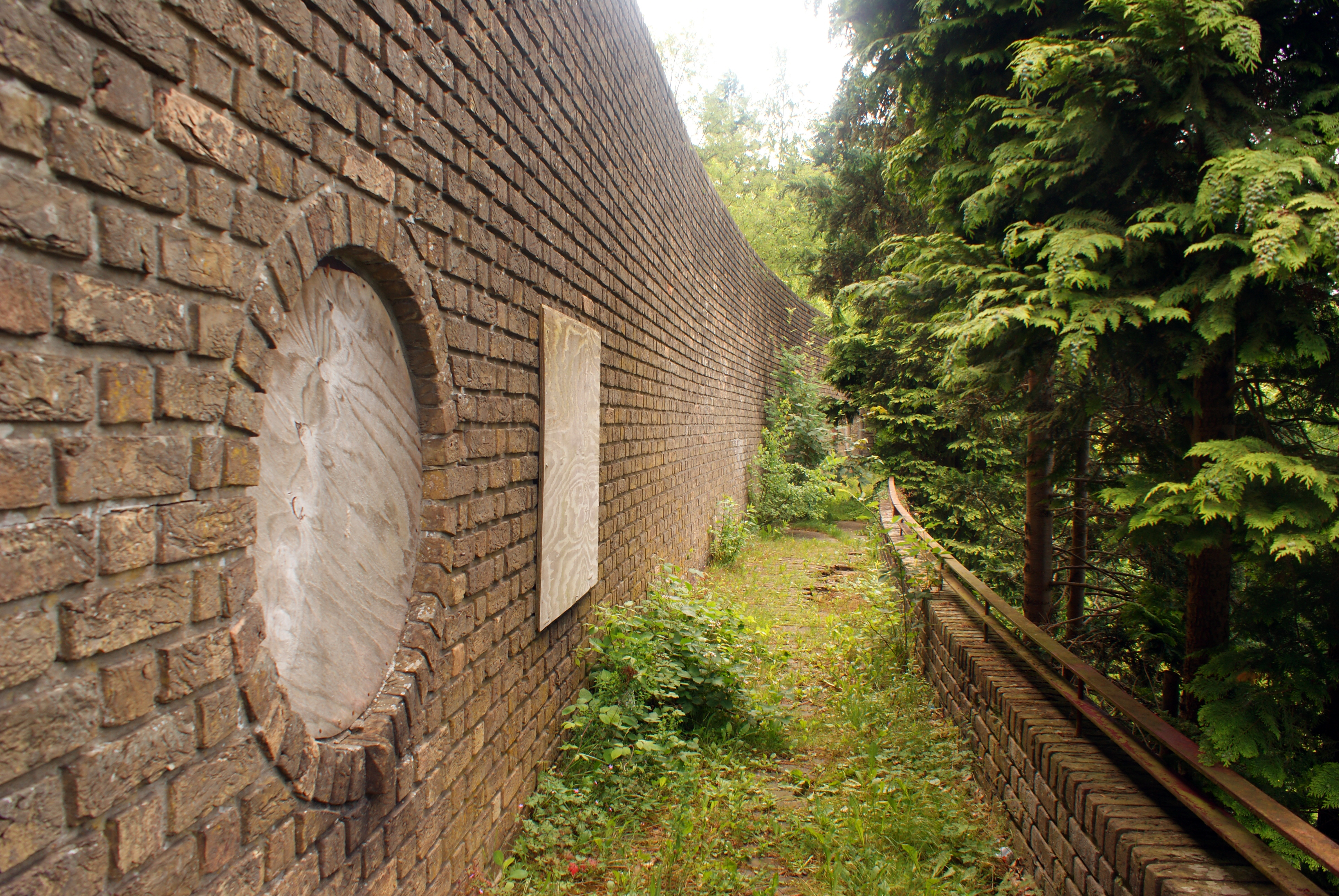
Detail der Plattform
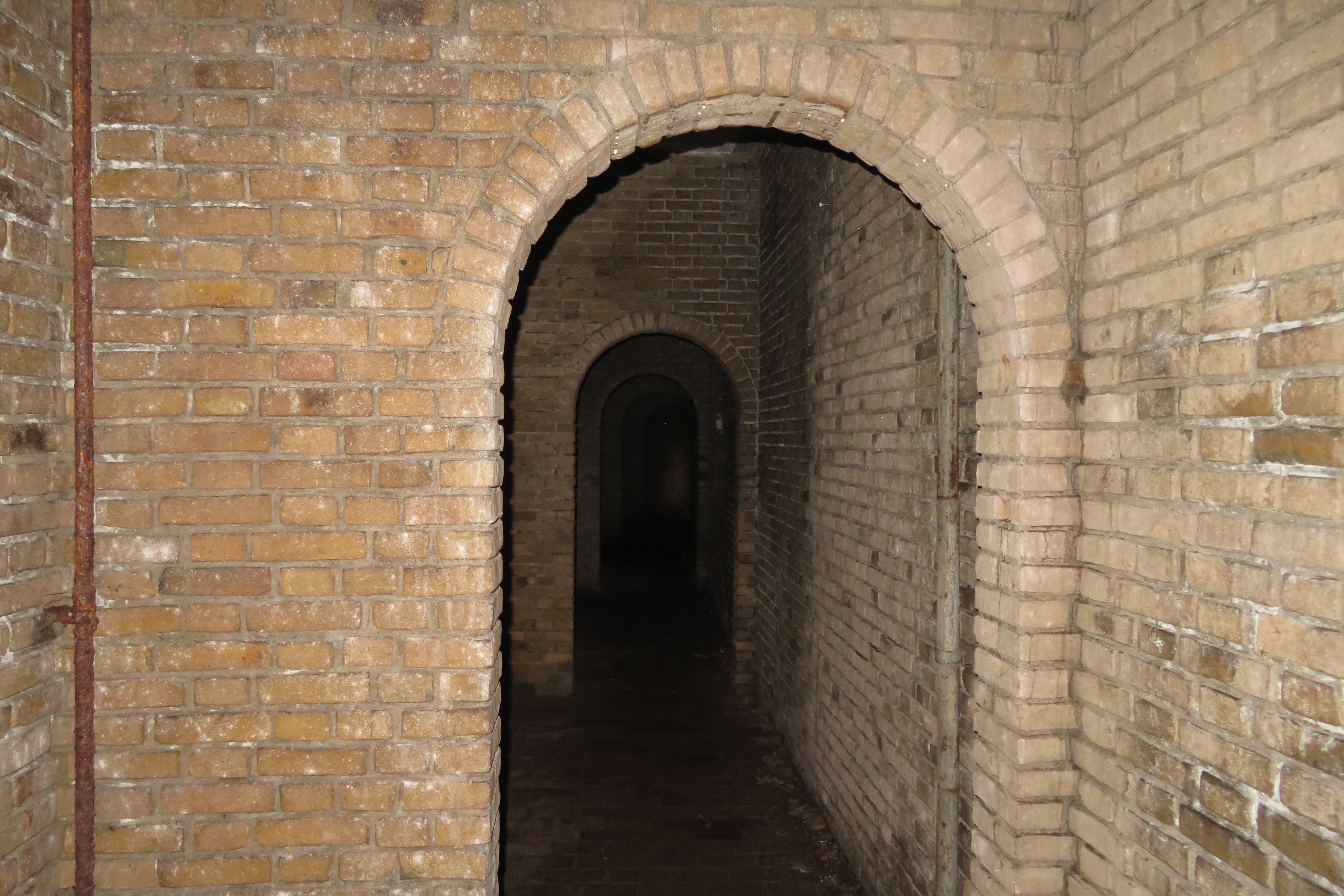
Im Inneren der Mauer
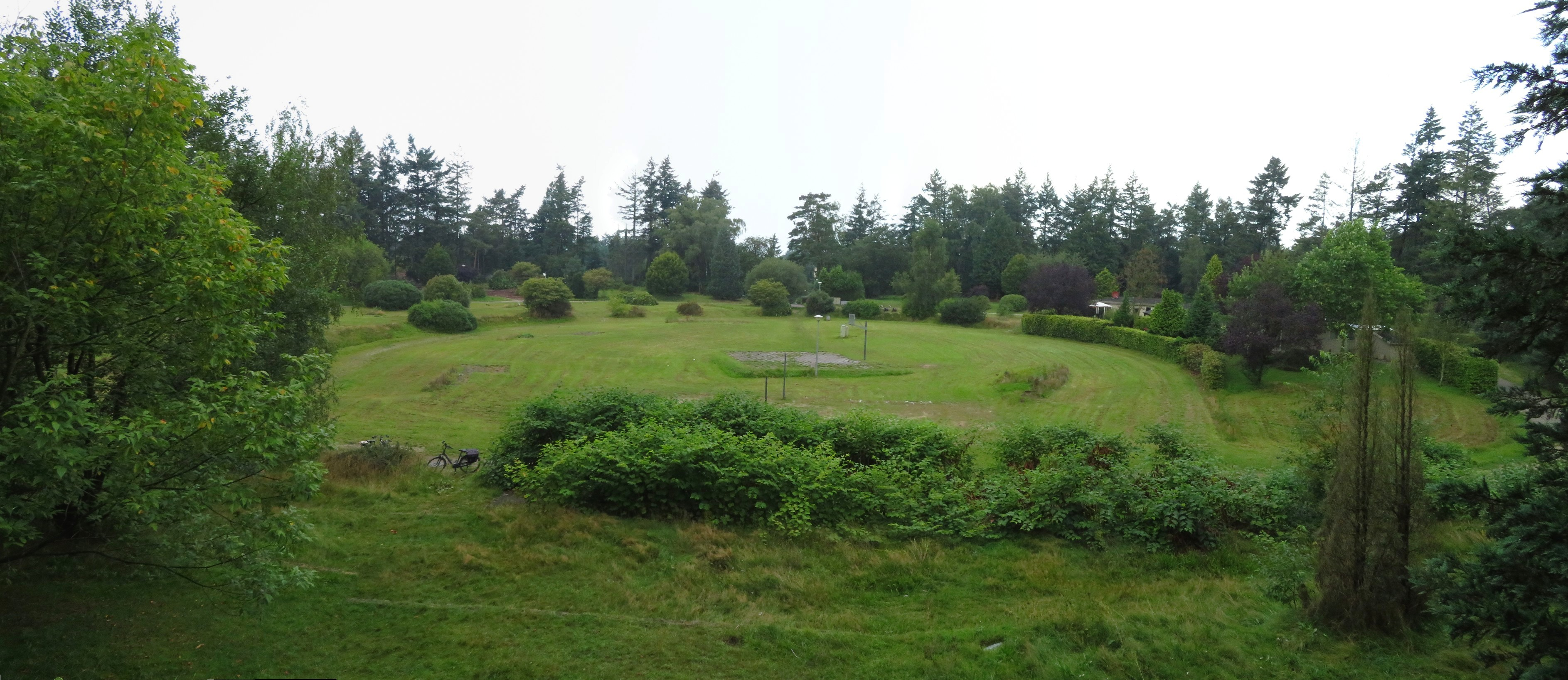
Blick vom Platz der ehemaligen Rednerbühne auf die Freifläche (2021)